# Mlékojedy
Mlékojedy (jusqu'en 1946 : Německé Mlékojedy, en allemand : Deutsch Mlikojed) est une commune du district de Litoměřice, dans la région d'Ústí nad Labem, en Tchéquie. Sa population s'élevait à 231 habitants en 2021.

## Géographie
Mlékojedy se trouve sur la rive gauche de l'Elbe, en face de la ville de Litoměřice qui est sur l'autre rive, à 16 km au sud-sud-est d'Ústí nad Labem et à 56 km au nord-ouest de Prague.
La commune est limitée par Litoměřice au nord et à l'est, par Terezín au sud et par Lovosice et Žalhostice à l'ouest.

## Histoire
La première mention écrite du village date de 1352.

## Transports
Par la route, Mlékojedy se trouve à 3 km du centre de Litoměřice, à 26 km d'Ústí nad Labem  et à 67 km de Prague.